# Rakousko na Letních olympijských hrách 1924
Rakousko na Letních olympijských hrách 1924 ve francouzské Paříži reprezentovalo 49 sportovců (46 mužů a 3 ženy) v 8 sportech.

## Medailisté
| Medaile | Jméno             | Sport    | Disciplína                  |
| ------- | ----------------- | -------- | --------------------------- |
| Stříbro | Franz Aigner      | Vzpírání | Těžká váha do 82,5 kg       |
| Stříbro | Andreas Stadler   | Vzpírání | Pérová váha do 60 kg        |
| Stříbro | Anton Zwerina     | Vzpírání | Lehká váha do 67,5 kg       |
| Bronz   | Leopold Friedrich | Vzpírání | LLehkotěžká váha do 82,5 kg |